# 湯沢警察署
湯沢警察署（ゆざわけいさつしょ）は、秋田県警察が管轄する警察署の一つである。

## 管轄区域
- 湯沢市
- 雄勝郡羽後町

## 所在地
- 秋田県湯沢市千石町一丁目3-5

## 沿革
- 1875年：秋田警察署第3警察出張所第7警察屯所として発足
- 1877年：横手警察署に改称され、湯沢・八面・横堀・院内・西馬音内分署設置
- 1879年：湯沢分署が警察署に昇格
- 1926年：湯沢警察署西馬音内分署が独立
- 1948年：警察法の施行により、国家地方警察として雄勝地区警察署、自治体警察署として湯沢・西馬音の両警察署を設置
- 1951年：自治体警察を廃止
- 1954年：警察法改正により湯沢警察署となる
- 2005年：市町村合併により、新湯沢市が発足したことにともない、旧稲川町・旧皆瀬村の管轄が増田警察署（現在の横手警察署増田幹部交番）より移管される

## 内部組織
- 警務課
  - 広報広聴係
  - 警務係
  - 被害者支援係
  - 留置管理係

- 会計課
  - 会計係

- 生活安全課
  - 生活安全係
  - 女性安全対策係
  - 少年係

- 地域課
  - 地域係
  - 機動警ら係

- 刑事課
  - 庶務係
  - 強行・窃盗犯係
  - 知能犯係
  - 組織犯罪対策係
  - 鑑識係

- 交通課
  - 交通規制係
  - 交通指導係
  - 交通捜査係

- 警備課
  - 警備係

## 交番

### 湯沢市
- 湯沢北交番 - 湯沢市杉沢字戸石崎9
- 雄勝交番 - 湯沢市横堀字白銀町13
- 稲川交番 - 湯沢市川連町字大関下6-3

### 羽後町
- 羽後交番 - 雄勝郡羽後町西馬音内字中野28-3

## 駐在所

### 湯沢市
- 須川駐在所 - 湯沢市相川字須川71-4
- 高瀬駐在所 - 羽後町田代字畑中75-5
- 秋ノ宮駐在所 - 湯沢市秋ノ宮字山岸29-4